# Medalla Militar (Regne Unit)
La Medalla Militar (anglès: Military Medal) és una condecoració militar britànica atorgada al personal de classe sots-oficial i tropa de l'Exèrcit britànic i de la Commonwealth per valentia en batalla a terra.
Va ser establerta el 25 de març de 1916 per Jordi V i era l'equivalent de la Creu Militar (atorgada als oficials), i se situava per sota de la Medalla de la Conducta Distingida. Els seus receptors podien fer servir el post-nominal MM. Va quedar derogada el 1993, quan tots els rangs podien optar a la Creu Militar.

## Descripció
- Una medalla de plata de 36mm de diàmetre amb la imatge del monarca regnant.

Penja d'un galó blau, amb una franja blanca al mig amb dues franges vermelles (les franges vermelles i blanques tenen la mateixa amplada)
- Al revers apareix la inscripció ' FOR BRAVERY IN THE FIELD ' (Per Valentia al Camp) en 4 línies, amb una corona de llorer, el Monograma Reial i la Corona Imperial.
- El galó és blau fosc, amb una franja blanca al mig amb dues franges vermelles (les franges vermelles i blanques tenen la mateixa amplada).
- En cas de subseqüents condecoracions, aquestes s'indiquen mitjançant una barra.

| MM | MM amb Barra |